# Wangerooge
Wangerooge je dunový ostrov, který je nejvýchodnějším z Východofríských ostrovů. Jako jediný ostrov z této skupiny nepatřil do Východního Fríska. Název ostrova se skládá ze starého označení pro louku (wanga) a fríský výraz pro ostrov (oog).

## Geografie
Délka ostrova je 8,5 km a šířka 2,2 km. Ostrov je od pevniny vzdálený přibližně 7 kilometrů. Nejvyšší bod ostrova je na vrcholu písečné duny 17 m n. m. Podnebí ostrova je ovlivněno Golfským proudem, s velmi malými teplotními rozdíly. Za rok bývá 50 dní mrazových.

## Historie
Podle jedné z teorií ostrovy vznikly kolem roku 3000 př. n. l. jako písečné naplaveniny na mělkém dnu. Díky tomu nejsou na ostrově Wangerooge žádné nálezy z prehistorie.
První zmínky o osídlení ostrovů se objevuje v roce 1306 v dohodě mezi Brémami a Frisian Gau Östringen. Další zmínka se objevuje v roce 1327 v dokumentech o propuštění kapitána lodi Thitharda, který se měl zde narodit, kvůli bouři skončila jeho loď v rukou hraběte z Holandska. Je pravděpodobné, že se na ostrově nacházel kamenný hrad, který měl podobu kamenného domu. V dolnoněmecké námořní knize z roku 1470 je tento dům zaznamenán jako orientační bod. V roce 1570 se uvádělo, že obec na ostrově tvoří kostel a přibližně 50 domů. Ostrov o vánocích roku 1717 zasáhla povodeň, které ostrov poničila zůstalo zde 150 lidí a přibližně 28 domů. Další povodeň v roce 1855 na Nový rok ostrov rozdělila na tři samostatné ostrovy, 233 lidí oblast opustilo. Na ostrově zůstalo 83 lidí. V roce 1871, kdy se ostrov dostal pod vládu Pruska, byl ostrov opět spojen do jednoho ostrova.
Na ostrově se během druhé světové války nacházela posádka. Jednalo se přibližně o 5000 mužů. Ostrov byl chráněn proti leteckým i námořním útokům. Dne 25. dubna 1945 byl ostrov bombardován letadly RAF a kanadského letectva. Během patnáctiminutového útoku na ostrov dopadlo asi 6 000 bomb. 300 lidí bylo zabito a bylo zničeno asi 50 procent budov na ostrově. Poblíž bažin jsou kráterová jezera, která vznikla v důsledku bombardování.